# Campeonato Paraguaio de Futebol de 1964
O Campeonato Paraguaio de Futebol de 1964 foi o quinquagésimo quarto torneio desta competição. Participaram dez equipes. A partir da edição de 1961 foi implantado um sistema de playoff para o ascenso, entre o último colocado da primeira divisão com o campeão da segunda divisão. Porém, como a Asociación Paraguaya de Fútbol queria diminuir o número de clubes, fez um playoff diferente, primeiramente uma rodada com os dois piores promédios (Club Atlético Tembetary e Club Sportivo Luqueño), e o vencedor desta rodada com o campeão da edição de 1963, o Club Rubio Ñu. O campeão do torneio representaria o Paraguai na Copa Libertadores da América de 1965
| Equipe                    | Cidade      | Departamento     | No ano anterior                                                      | Estádio | Capacidade | Títulos                                | Participações |
| ------------------------- | ----------- | ---------------- | -------------------------------------------------------------------- | ------- | ---------- | -------------------------------------- | ------------- |
| Club Cerro Porteño        | Assunção    | Distrito Capital | Campeão                                                              | --      | --         | 13 (último em 1963)                    | 48            |
| Club Guaraní              | Assunção    | Distrito Capital | Quinto Lugar                                                         | --      | --         | 5 (1906,1907, 1921, 1923, 1949 )       | 53            |
| Club Nacional             | Assunção    | Distrito Capital | Sétimo Lugar                                                         | --      | --         | 6 (1909, 1911, 1924, 1926, 1942, 1946) | 54            |
| Club Olimpia              | Assunção    | Distrito Capital | Vice Campeão                                                         | --      | --         | 19 (último em 1962)                    | 54            |
| Sol de América            | Assunção    | Distrito Capital | Nono Lugar                                                           | --      | --         | 0 (não possui)                         | 51            |
| Club Libertad             | Assunção    | Distrito Capital | Terceiro Lugar                                                       | --      | --         | 6 (1910, 1920, 1930,1943, 1945, 1955 ) | 50            |
| Club River Plate          | Assunção    | Distrito Capital | Quarto Lugar                                                         | --      | --         | 0 (não possui)                         | 46            |
| Club Presidente Hayes     | Assunção    | Distrito Capital | Oitavo Lugar                                                         | --      | --         | 1 (1952)                               | 39            |
| Club Sportivo San Lorenzo | San Lorenzo | Central          | Décimo Lugar                                                         | --      | --         | 0 (não possui)                         | 9             |
| Club Rubio Ñu             | Assunção    | Distrito Capital | Campeão do Campeonato Paraguaio de Futebol de 1963 - Segunda Divisão | --      | --         | 0 (não possui)                         | 2             |

## Premiação
| Campeonato Paraguaio 1964 Primeira Divisão |
| Assunção                                   |
| ------------------------------------------ |
| Club Guarani Campeão (6º título)           |